# Monte Colombo
Monte Colombo (Mount Clomb in romagnolo) è la frazione capoluogo del comune italiano di Montescudo-Monte Colombo nella provincia di Rimini, in Emilia-Romagna. Già comune autonomo, il 1º gennaio 2016 è confluito nel nuovo ente assieme al comune di Montescudo.

## Storia
Il territorio di Monte Colombo presenta tracce di insediamenti romani sin dall'età repubblicana. Dal II secolo a.C., vennero infatti costruite ville rurali, non lontane dal corso del fiume Conca, allora chiamato Crustumium, dotate di pertinenze funzionali all'attività agricola.
Gli insediamenti sul territorio risultarono urbanisticamente sparsi anche nel periodo bizantino.
Nel IX secolo, iniziò, in questa zona come altrove, il fenomeno dell'incastellamento: gli insediamenti urbani si svilupparono sulle alture, difesi da castelli, dapprima costruiti in legno, poi in laterizio.
Fu feudo dei conti di Carpegna e passò all'inizio del secolo XIII agli arcivescovi di Ravenna. Nel 1233 si sottomise a Rimini e ai Malatesta, che lo fortificarono con la rocca e una cinta di mura; la loro signoria durò fino all'avvento dei veneziani (1503). 
Durante il dominio dei Malatesta, il territorio contava diverse fortificazioni: la rocca di Monte Colombo, che era la principale, la torre difensiva di Croce, la fortificazione di Ca' Castellano, posta a valle del castello di Monte Colombo, una torre di avvistamento a monte di tale castello, per sorvegliare la vicina Montescudo.
Alla fine del XV secolo venne invece costruito il castello di San Savino, in effetti un borgo rurale fortificato, perché dotate di basse mura e piccole torri, a differenza del castello di Monte Colombo.
Questo era caratterizzato dalla presenza di molte torri, probabilmente sei, di cui tre a difesa del doppio sistema di entrata. Una è la torre circolare ancora visibile, che era più alta e meno tozza di adesso. Un'altra si trovava nel punto in cui è stata elevata la torre civica del Municipio e una terza a lato di questa, verso valle. Altre due torri difendevano il lato nord del castello, mentre l'ultima era posta a difesa del lato rivolto verso monte, che si doveva caratterizzare per la presenza di un muro più corto degli altri. Dunque il castello non aveva forma regolare, era più grande nella parte verso valle, era più possente di quanto ora non possa sembrare.
Nel XVI secolo, Monte Colombo passò sotto il dominio di Cesare Borgia. Nel 1503 passò alla giurisdizione della Repubblica di Venezia, per poi tornare sotto l'amministrazione pontificia tra il 1509 e il 1510.

Posizione dell'ex comune di Monte Colombo all'interno della provincia di Rimini.

A partire dall'Ottocento il comune estese il proprio territorio, prima amministrando enclave non contigue, come Albereto e Montetauro, poi annettendo Croce e San Savino, quindi estendendosi nella zona lungo il fiume Conca.

### Simboli
Lo stemma del comune di Monte Colombo era stato riconosciuto con decreto del capo del governo del 21 gennaio 1943.
Il gonfalone, concesso con decreto del presidente della Repubblica del 21 gennaio 1986, era un drappo troncato di verde e di bianco.

## Monumenti e luoghi d'interesse

### Architetture civili
- Palazzo del Municipio: è uno dei più imponenti palazzi del centro storico, con un'ala risalente al XVIII secolo, ed il successivo ampliamento di epoca fascista. L'ala nuova, rivolta ad ovest, era un tempo una chiesa, dedicata a Santa Maria della Neve; ospitò poi una scuola, quindi una casa privata, indi divenne l'ampliamento del Municipio, tra il 1920 ed il 1935. La facciata ovest del palazzo (quella principale) è costruita in stile razionalista. Il Comune, che sino a tutto l'Ottocento possedeva ed utilizzava solamente l'ala nord, entrò in possesso della frazione restante tra i primi anni del Novecento e la fine degli anni cinquanta.
- Palazzo Orlandi-Contucci: risalente al XVI secolo e ristrutturato a fine Ottocento, quando assunse le attuali fattezze architettoniche. Unione di più unità immobiliari, è l'edificio più grande del centro storico dopo quello che ospita la sede del Municipio. Ingloba l'antico cassero del castello, sede del capitano della guarnigione militare e signore del luogo. Dal Settecento divenne proprietà della famiglia Contucci, originaria di Monte Colombo.
- Torre civica, costruita nel 1864 dal Comune, quasi in concomitanza con la riedificazione del campanile della chiesa di San Martino di Tours, sul basamento di una torre diruta della rocca.

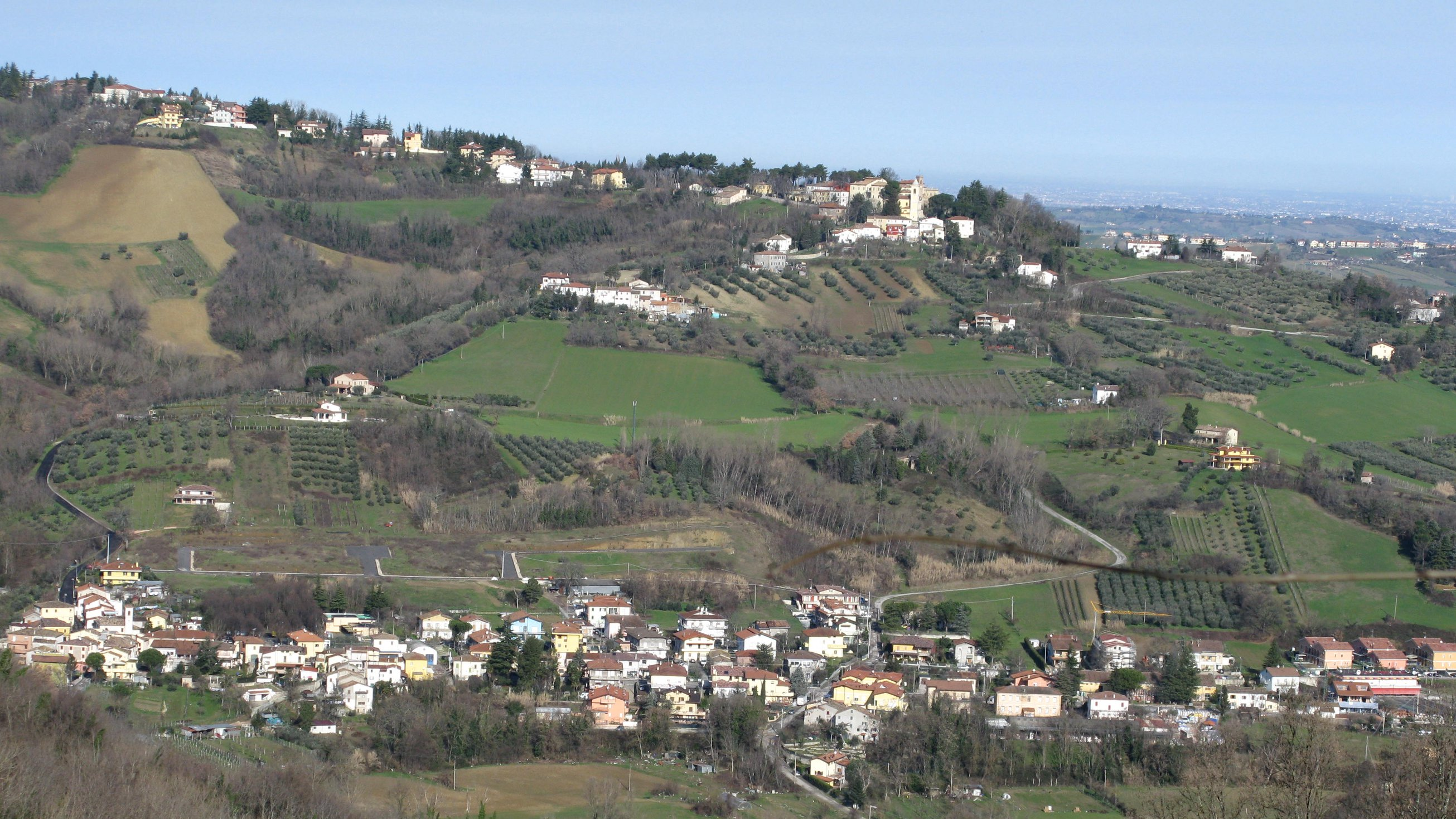
Panorama di Taverna.

- Antico Lavatoio di Monte Colombo (struttura medievale ristrutturata nel XVIII secolo). Costruito secondo il metodo architettonico dei trabocchi, in uso sin dal Medioevo, presenta vasche di altezza decrescente in cui scorre l'acqua, che poi si disperde nell'ambiente. È situato tra la Villa del castello, il Borgo e Ca' Mini. Già dal 1750 gli atti comunali lo citano come esistente "da tempo immemorabile". Ha subito numerosi restauri, data l'importanza che rivestiva per l'approvvigionamento idrico, gli ultimi tra il 1904 ed il 1949, quando venne introdotto in maniera diffusa l'acquedotto pubblico, che lo rese anacronistico.
- Antico Lavatoio di Taverna, risalente al 1874.
- Fontana di Taverna (1869)

### Architetture militari

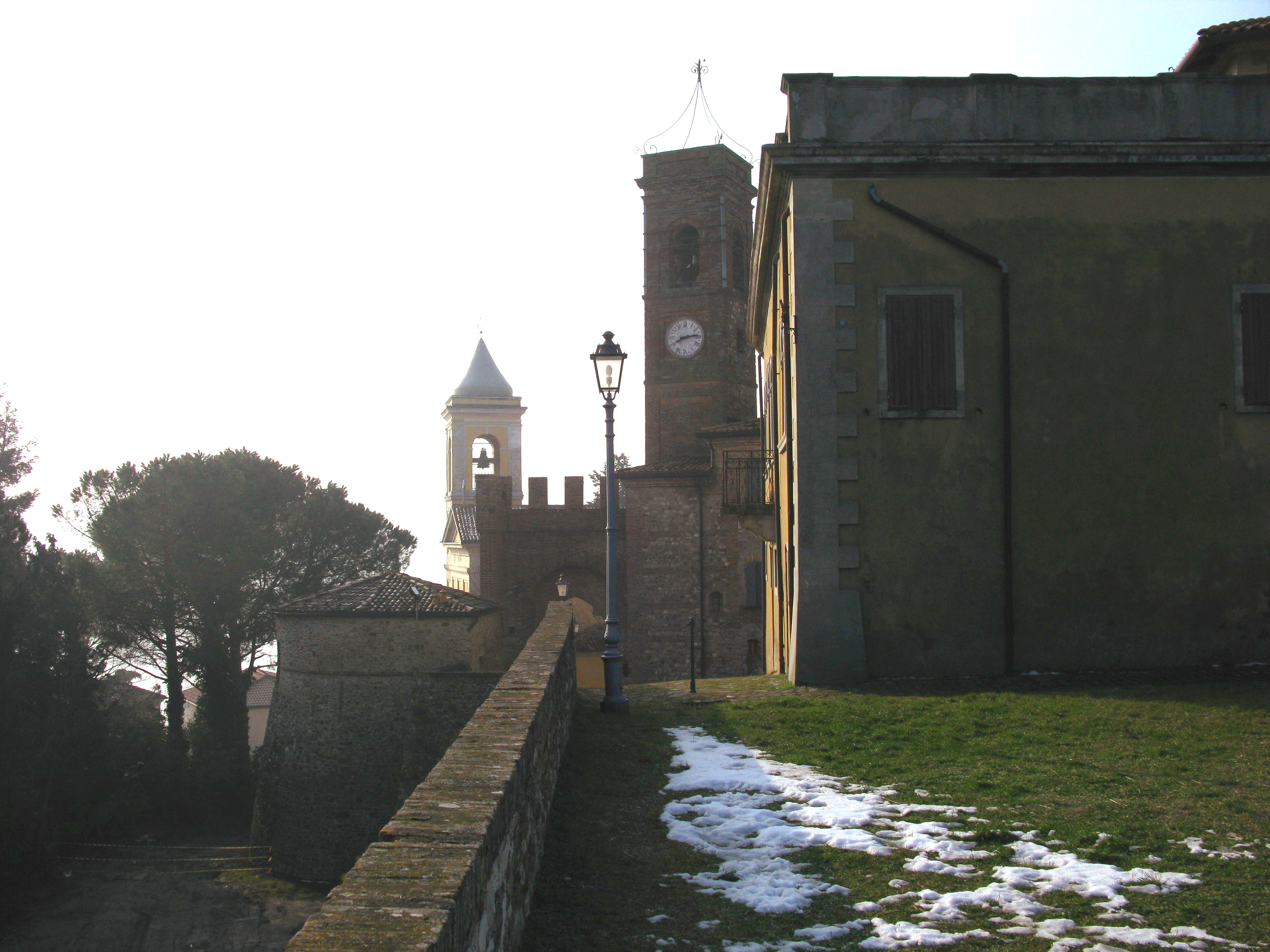
Castello Malatestiano.

- Castello malatestiano: Fu edificato nel XIV secolo dalla famiglia Malatesta. Vi fu imprigionato Malatestino Dallocchio, probabilmente nel 1209. Il Castello fu oggetto di 5 assedi, di cui soltanto uno sventato. Era sede di una guarnigione militare solo quando la vicina Montescudo sfuggiva al controllo dei Malatesta (è stata a lungo feudo dei Conti Guidi di Bagno di Romagna). Il complesso è stato oggetto di numerosi restauri nel corso degli ultimi 300 anni, a causa della scarsa solidità della selce fluviale utilizzata per la realizzazione delle mura.
- Castello di San Savino: è un borgo rurale fortificato risalente alla fine del Quattrocento, quando il declino dei Malatesta era ormai definitivo. Era posto vicino alla Pieve di San Savino, l'antica e ormai scomparsa chiesa del paese, che prima dell'epoca dei vicariati era la principale di tutto il territorio circostante, Coriano e Monte Scudo compresi, dal 700 d.C. sino al 1700.

### Strade e piazze
- Via Acquabona, è la strada lastricata di accesso al Lavatoio di Monte Colombo (XVI secolo), forse il reperto storico meglio conservato del comune. Di probabile origine medioevale, venne ricoperta da uno spesso manto di terra, e dimenticata. Analizzando il Catasto di Serafino Calindri e quello pontificio, è stato possibile stimare la sua posizione e riportarla alla luce.
- Ca' Balducci, strada lastricata in selce fluviale, forse contemporanea a quella vicina all'antico lavatoio di Monte Colombo. Collega il borgo del castello alla borgata di Ca' Balducci, più a valle. Probabilmente era il primo tratto di una strada storicamente più importante, che collegava il castello al torrente Conca.
- Antico Ponte sul Rio Calamino, in località Taverna (XVIII secolo), riportato alla luce in via incidentale nel corso del restauro dell'antico lavatoio di Taverna.
- Piazza San Martino di Tours, dedicata al patrono del comune e realizzata tra il 1995 e il 2007. Sulla piazza si affaccia l'ex Asilo Infantile "Don Matteo Del Monte", sulle cui pareti si trovano la lapide marmorea del 1935 che ricorda l'embargo contro l'Italia per la guerra d'Etiopia e quella di intitolazione della piazza.

### Architetture religiose
- Chiesa di San Martino di Tours: è stata costruita nel 1783 e ultimata nel 1784. Sostituisce l'antica chiesa situata all'interno del castello di Monte Colombo, ove oggi si trova il Parco della Rimembranza. Gravemente danneggiata durante la seconda guerra mondiale, è stata restaurata tra il 2005 e il 2007. Ospita i dipinti di san Martino di Tours, realizzato nel 1792 da Giuseppe Soleri Brancaleoni, e di san Carlo Borromeo, opera di Francesco Brici e risalente al 1923, la statua tardo-ottocentesca della Madonna Immacolata, di scuola faentina, e l'acquasantiera marmorea dello scultore Umberto Corsucci.
- Oratorio di Ca' di San Marco: realizzato nel 1880 in sostituzione di un precedente oratorio posto sul versante della borgata rivolto verso Monte Colombo. Vi si trova un dipinto di San Marco evangelista realizzato da Emilio Mazzanti.
- Oratorio di Taverna (1841), dedicato ai santi Carlo e Rocco, dei quali è presente un'immagine sacra in marmo.
- Edicola di Ca' Castellano (presumibilmente del XIX secolo)
- Pieve di San Savino, con tabernacolo in marmo del XV secolo.

### Luoghi di interesse archeologico
- Sito archeologico risalente al II secolo a.C., con villa romana e pertinenze, presso il parco pubblico di Osteria Nuova.

### Aree naturali
- Parco della Rimembranza, dedicato ai caduti di tutte le guerre. Venne realizzato a partire dal 1923. Ha una superficie di quasi 1.000 metri quadrati. Oltre al significato simbolico che riveste, è anche un museo all'aperto di cimeli e reperti bellici, come il cannone Skodaverte dell'esercito dell'Impero austro-ungarico del 1916. Questa caratteristica del parco venne probabilmente ispirata dal sacrario di Redipuglia, in Friuli. Il terreno su cui sorge era un tempo di proprietà della parrocchia di Monte Colombo. Vi erano siti l'antica chiesa di San Martino di Tours con relativa canonica e il cimitero cittadino, prima del suo spostamento.
- Parco botanico del castello di Monte Colombo, di proprietà privata.
- Area di riequilibrio ecologico (A.R.E.) del Rio Calamino. Si tratta di un'area protetta di 15 ettari e mezzo, che si estende per circa 2/3 in comune di Monte Colombo e per la parte rimanente in comune di Montescudo. È la seconda area di tale tipologia in tutta la provincia di Rimini, dopo quella del Rio Melo a Riccione. Tutela il letto del Rio Calamino, affluente del torrente Conca, con la sua interessante flora e la fauna comprendente anche mammiferi di media taglia.

## Società

### Evoluzione demografica
Abitanti censiti

### Etnie e minoranze straniere
Secondo i dati ISTAT al 31 dicembre 2009 la popolazione straniera residente era di 217 persone. Le nazionalità maggiormente rappresentate in base alla loro percentuale sul totale della popolazione residente erano:
Marocco 48 1,54%

## Cultura
La sede delle principali attività culturali del comune è lo spazio polivalente sito nell'ex asilo infantile "Don Matteo Del Monte".

### Eventi
La sagra della trippa e dello strozzaprete è la principale manifestazione cittadina. Iniziò nel 1967 come festa dell'ospitalità, nei primi anni ottanta la denominazione divenne "sagra della trippa" per mutare poi nell'attuale nei primi anni novanta.

## Amministrazione
| Periodo        | Periodo        | Primo cittadino        | Partito                                   | Carica                  | Note         |
| -------------- | -------------- | ---------------------- | ----------------------------------------- | ----------------------- | ------------ |
| 1944           | 1945           | Pier Francesco Massani |                                           | Sindaco provvisorio     | [ 7 ]        |
| 1945           | 1946           | Domenico Stefanini     |                                           | Sindaco provvisorio     | [ 7 ]        |
| 1945           | 1948           | Sebastano Tonti        | DC                                        | Sindaco                 |              |
| 1948           | 1949           | Francesco Salamone     |                                           | Commissario prefettizio |              |
| 1949           | 1953           | Igino Clementoni       | DC                                        | Sindaco                 |              |
| 1953           | 1954           | Salvatore Grisafi      |                                           | Commissario prefettizio |              |
| 1954           | 1958           | Agostino Pelliccioni   | PRI                                       | Sindaco                 | [ 8 ]        |
| 1958           | 1962           | Antonio Ticchi         | DC                                        | Sindaco                 |              |
| 1962           | 1973           | Lino Magnani           | PSI-PSIUP                                 | Sindaco                 |              |
| 1973           | 1978           | Orazio Genghini        | DC                                        | Sindaco                 |              |
| 1978           | 1983           | Primo Giovanetti       | PSI                                       | Sindaco                 |              |
| 1983           | 1988           | Ernesto Bacchiocchi    | DC                                        | Sindaco                 |              |
| 19 luglio 1988 | 7 giugno 1993  | Pier Paolo Piccari     | Democrazia Cristiana                      | Sindaco                 | [ 9 ]        |
| 7 giugno 1993  | 28 aprile 1997 | Eugenio Fiorini        | -                                         | Sindaco                 | [ 9 ]        |
| 28 aprile 1997 | 14 maggio 2001 | Eugenio Fiorini        | PDS-DS                                    | Sindaco                 |              |
| 14 maggio 2001 | 30 maggio 2006 | Dino Pala              | L'Ulivo                                   | Sindaco                 |              |
| 30 maggio 2006 | 16 maggio 2011 | Simone Tordi           | lista civica: Continuità nel Rinnovamento | Sindaco                 | [ 9 ]        |
| 16 maggio 2011 | 8 ottobre 2015 | Eugenio Fiorini        | lista civica: Uniti per Montecolombo      | Sindaco                 | [ 9 ] [ 10 ] |